# Idea Prokom Open 2000
Prokom Polish Open 2000 — жіночий тенісний турнір, що проходив на відкритих кортах з ґрунтовим покриттям у Сопоті (Польща). Належав до турнірів 3-ї категорії в рамках Туру WTA 2000. Відбувсь утретє і тривав з 17 до 23 липня 2000 року. Друга сіяна Анке Губер здобула титул в одиночному розряді й отримала 27 тис. доларів США.

## Фінальна частина

### Одиночний розряд
Анке Губер —  Гала Леон Гарсія, 7–6(7–4), 6–3
- Для Губер це був 2-й титул в одиночному розряді за рік і 12-й — за кар'єру.

### Парний розряд
Вірхінія Руано Паскуаль /  Паола Суарес —  Оса Карлссон /  Ріта Гранде, 7–5, 6–1